# Scacchia oblonga
Scacchia oblonga ist eine Muschel-Art aus der Familie der Lasaeidae.

## Merkmale
Das gleichklappige, mäßig geblähte Gehäuse wird bis etwa 8,5 mm lang, 7,25 mm hoch und 4 mm dick (Länge: 2,7 mm, Höhe: 2,3 mm, Dicke: 1,3 mm). Es ist ungleichseitig, die kleinen, prosogyren Wirbel sitzen hinter der Mittellinie. Das Gehäuse ist im Umriss annähernd rund bis etwas abgeflacht-elliptisch. Der vordere Dorsalrand ist leicht konkav, fast gerade bis sehr leicht konvex gewölbt und fällt flach zum Vorderrand ab. Der hintere Dorsalrand ist schwach gewölbt und fällt etwas steiler zum Hinterrand ab. Der Hinterrand ist weit gerundet, der Vorderrand ist etwas enger gerundet. Der Ventralrand ist weit gerundet. 
Das Ligament ist außen klein und liegt innen in einer langen, schräg zur Schlossplatte und hinter den Hauptzähnen verlaufenden Grube. In der rechten Klappe ist ein Hauptzahn vorhanden, in der linken Klappe sind es zwei Hauptzähne. In jeder Klappe ist vorne und hinten ein leistenförmiger (Seiten-)Zahn vorhanden. Die zwei Schließmuskeln sind in etwa gleich groß. Die Mantellinie ist ganzrandig.
Die milchigweiße Schale ist dünn, zerbrechlich und transparent. Die Ornamentierung besteht aus Anwachslinien. Das Periostrakum wurde nicht beobachtet.

## Ähnliche Arten
Scacchia oblonga unterscheidet sich von der ebenfalls im Mittelmeer vorkommenden ähnlichen Art Litigiella glabra (Fischer, 1873) durch den rundlichen Umriss des Gehäuses, die prosogyren Wirbel, das Schloss und das Fehlen der radialen Elemente in der Ornamentierung.

## Geographische Verbreitung und Lebensraum
Das Verbreitungsgebiet der Art scheint auf das Mittelmeer beschränkt zu sein. Sie kommt in der Laminarienzone vor.

## Taxonomie
Das Taxon wurde 1846 von Rudolph Amandus Philippi als Lucina ? oblonga beschrieben. Es ist ein jüngeres Synonym von Tellina elliptica Scacchi, 1833. Letzterer Name ist jedoch ein jüngeres Homonym von Tellina elliptica Brocchi, 1814 und daher ungültig. Damit tritt nun das jüngere Synonym Lucina ? oblonga an seine Stelle.
Tellina elliptica Scacchi, 1833 ist die Typusart der Gattung Scacchia Philippi, 1844. Dadurch, dass Tellina elliptica Scacchi, 1833 präokkupiert ist, wird Lucina ? oblonga auch die Typusart der Gattung Scacchia Philippi, 1844.